# Pyrrhosoma nymphula
Nymphe au corps de feu, Petite nymphe au corps de feu
Espèce
Statut de conservation UICN

 LC  : Préoccupation mineure
Pyrrhosoma nymphula, la Nymphe au corps de feu ou Petite nymphe au corps de feu, est une espèce d'insectes odonates du sous-ordre des zygoptères (ou demoiselles), de la famille des Coenagrionidae.

## Distribution
Nord du Maroc ; occupe presque toute l'Europe (sauf le nord de la Scandinavie), plus rare dans le sud ; présent dans toute la France (absent de Corse).
Présente en Belgique (Wallonie) dans les Hautes-Fagnes et le Namurois.

## Description
Demoiselle longue de 33 à 36 mm, au thorax noir marqué de rouge, aux pattes noires, aux ptérostigmas noirâtres, à l'abdomen du mâle rouge marqué d'un peu de noir, davantage chez la femelle, imagos visibles d'avril à août.
https://www.youtube.com/watch?v=LnvG1El4nIY

## Habitat
Préfère les eaux stagnantes ou faiblement courantes, riches en plantes diverses.

## Galerie

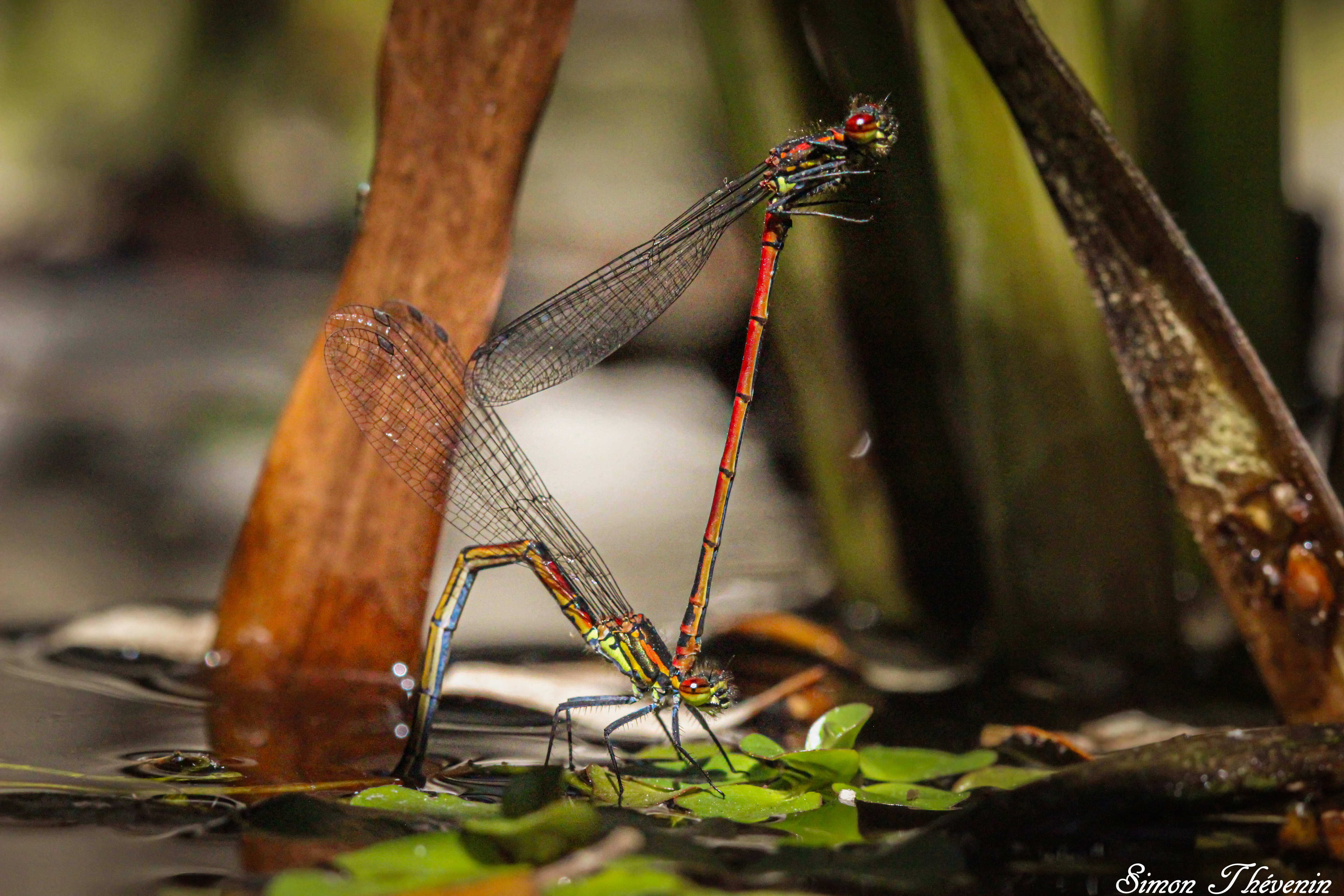
Ponte (mâle encore accroché à la femelle en position dressée) à Rognes.
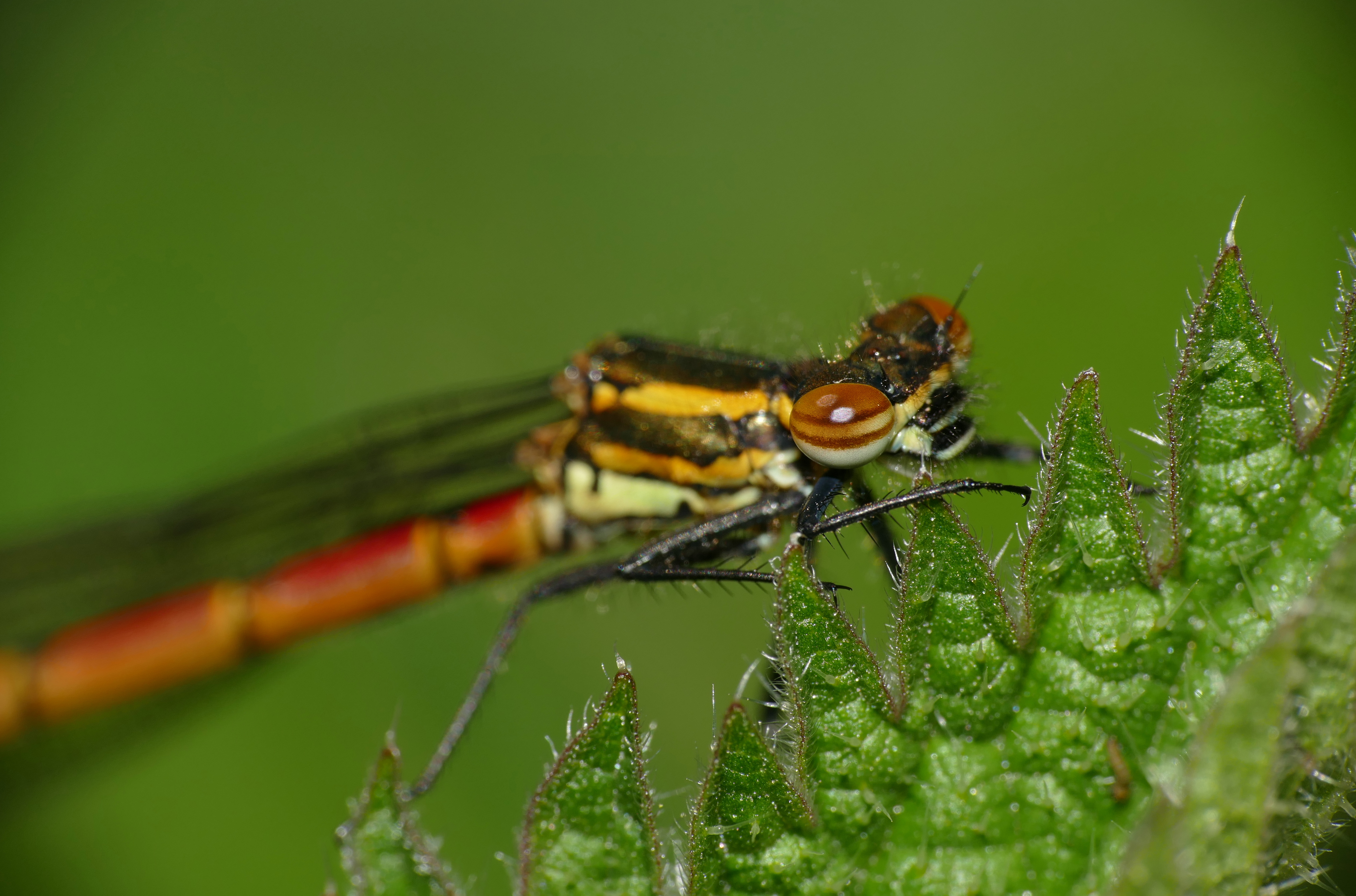
Détail de la tête.
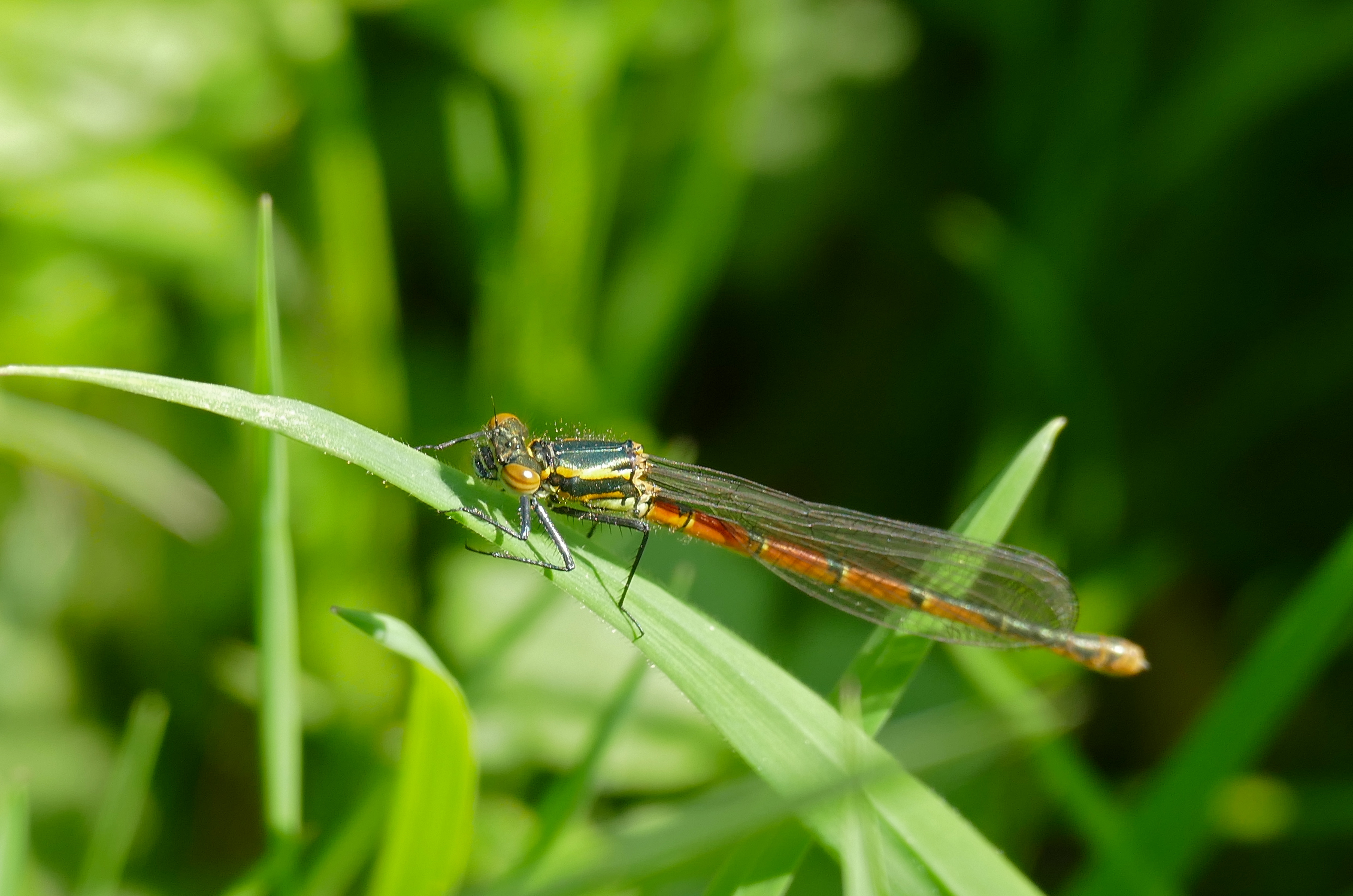
Femelle juvénile.
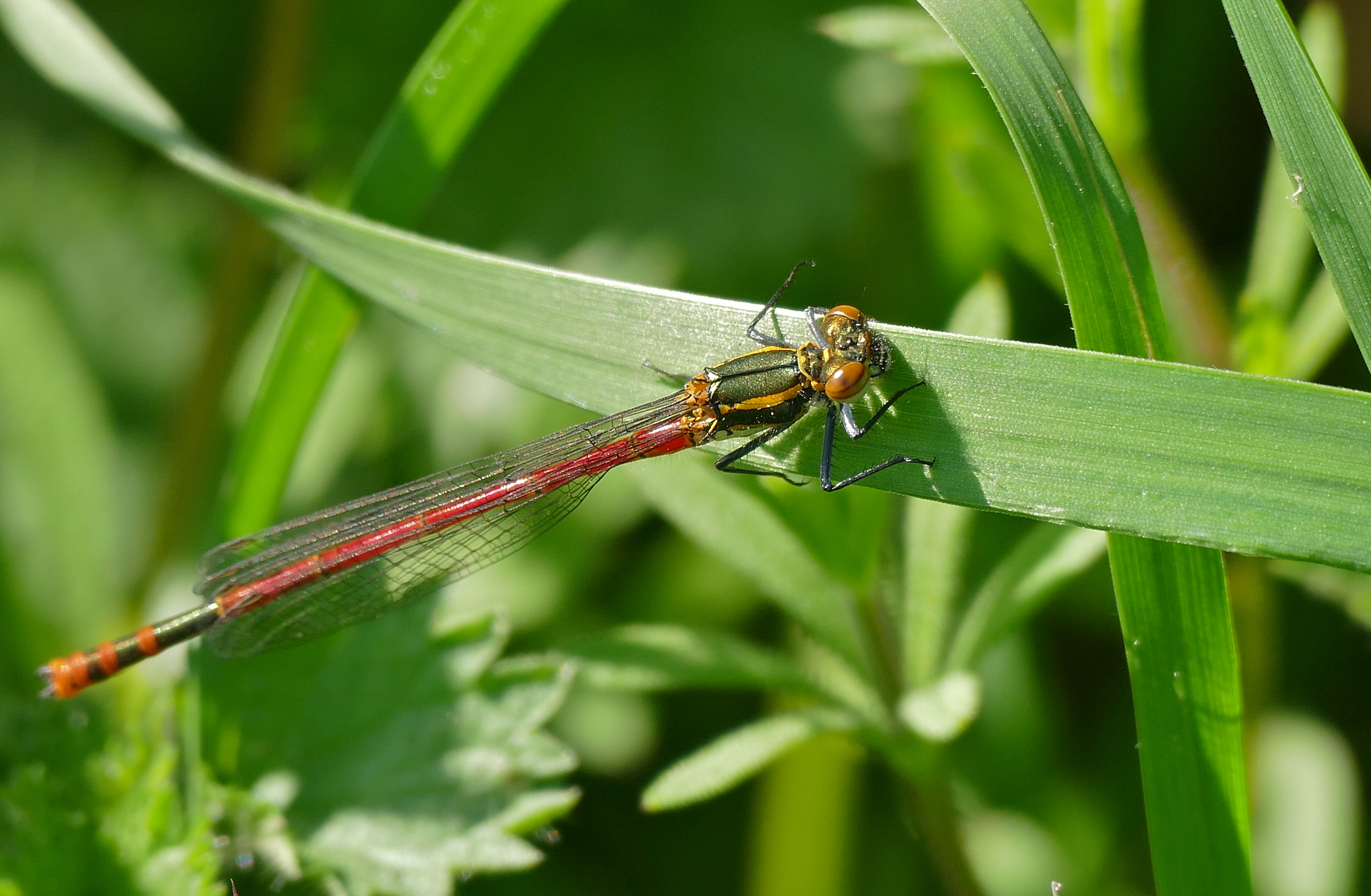
Mâle juvénile
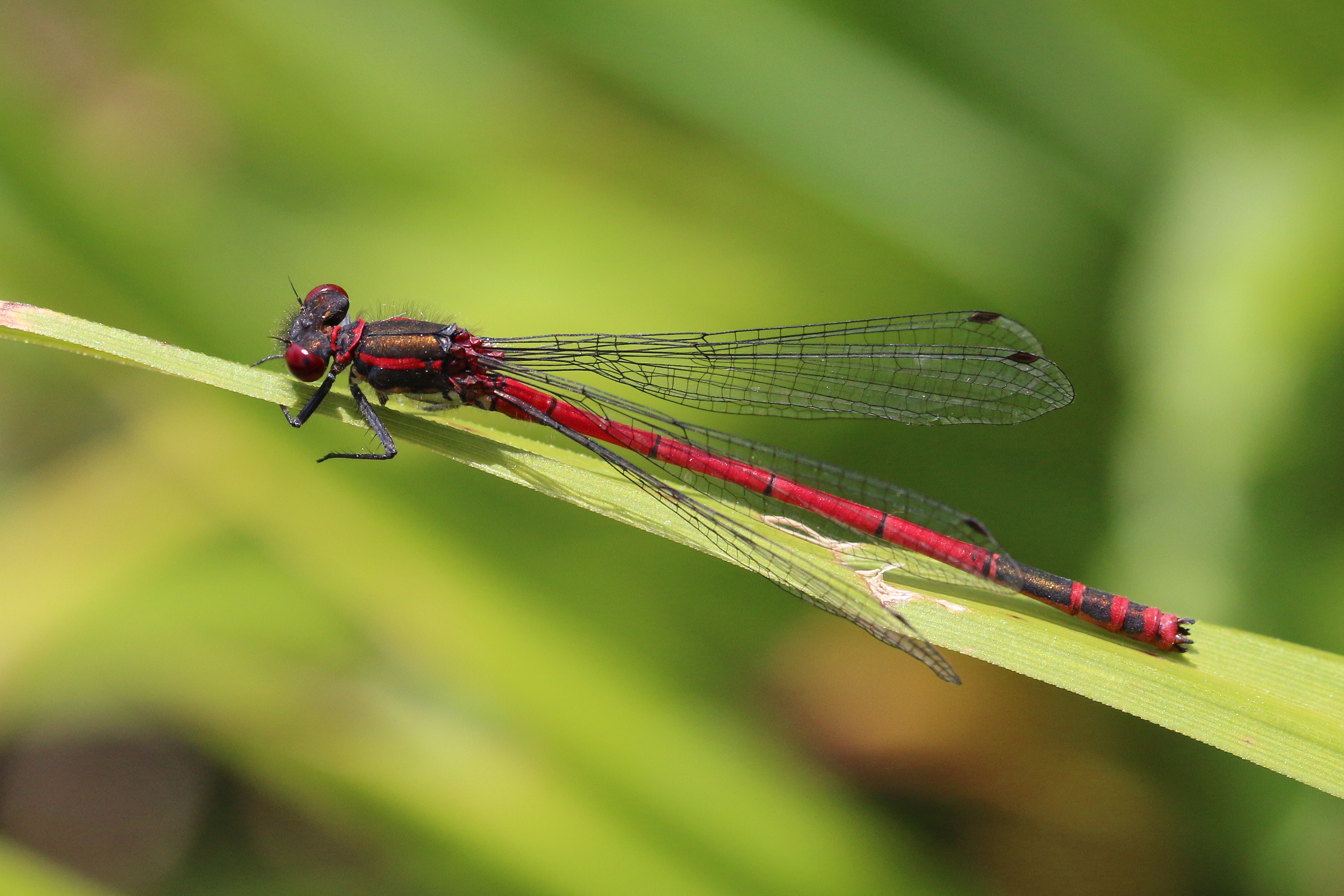
Un mâle
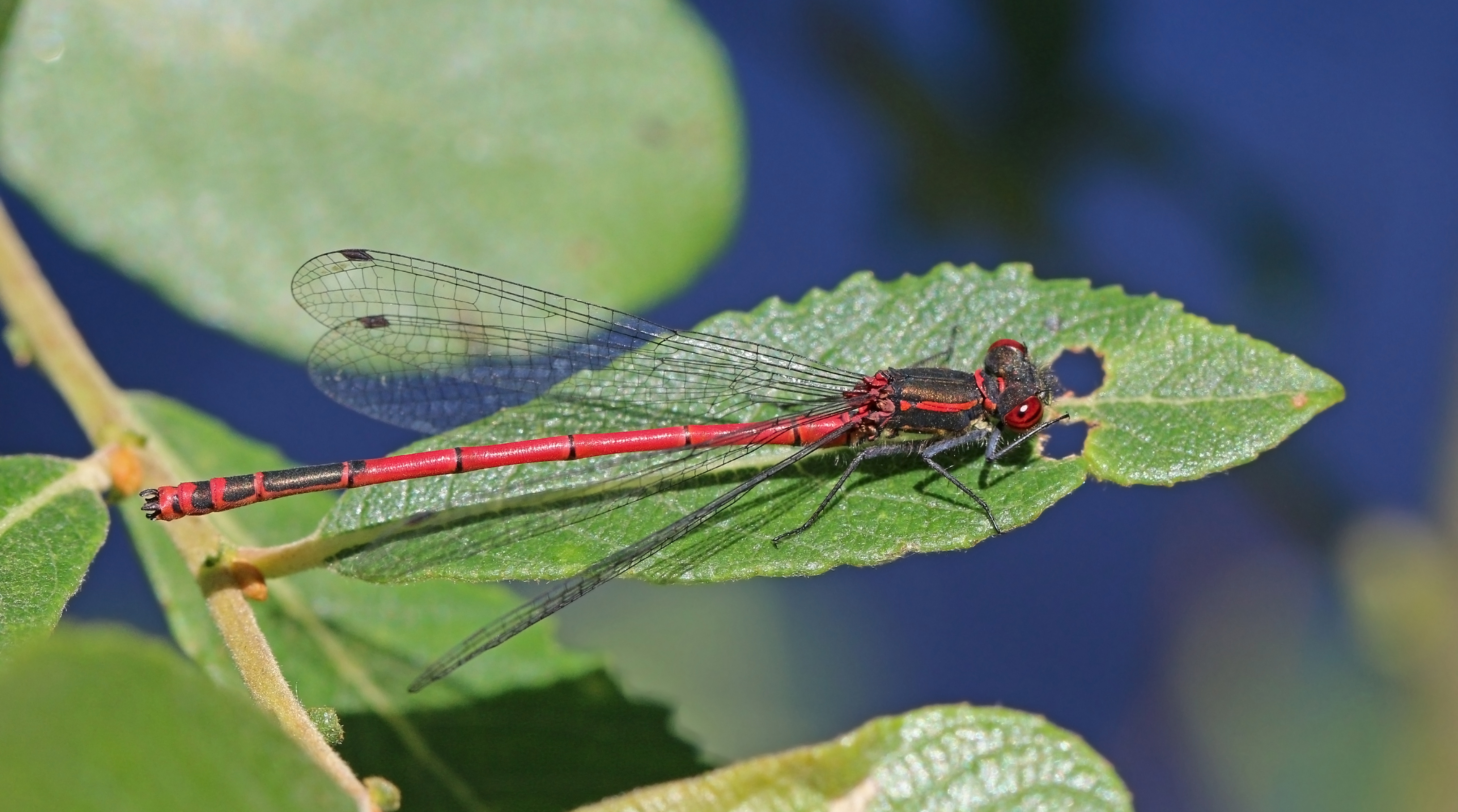
Un autre mâle, dans le Berkshire.
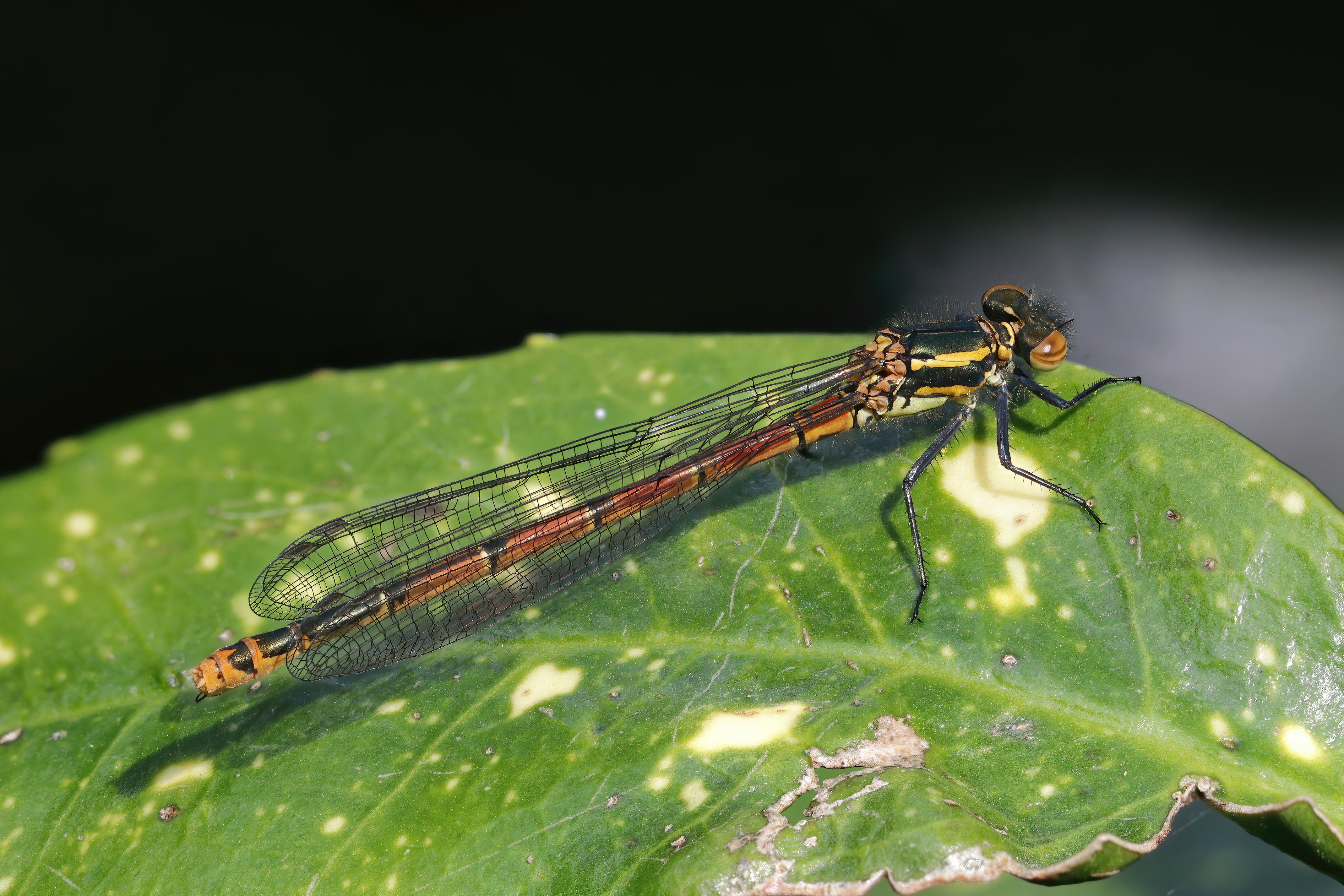
Une femelle, vers Cumnor, près d'Oxford. Avril 2020.
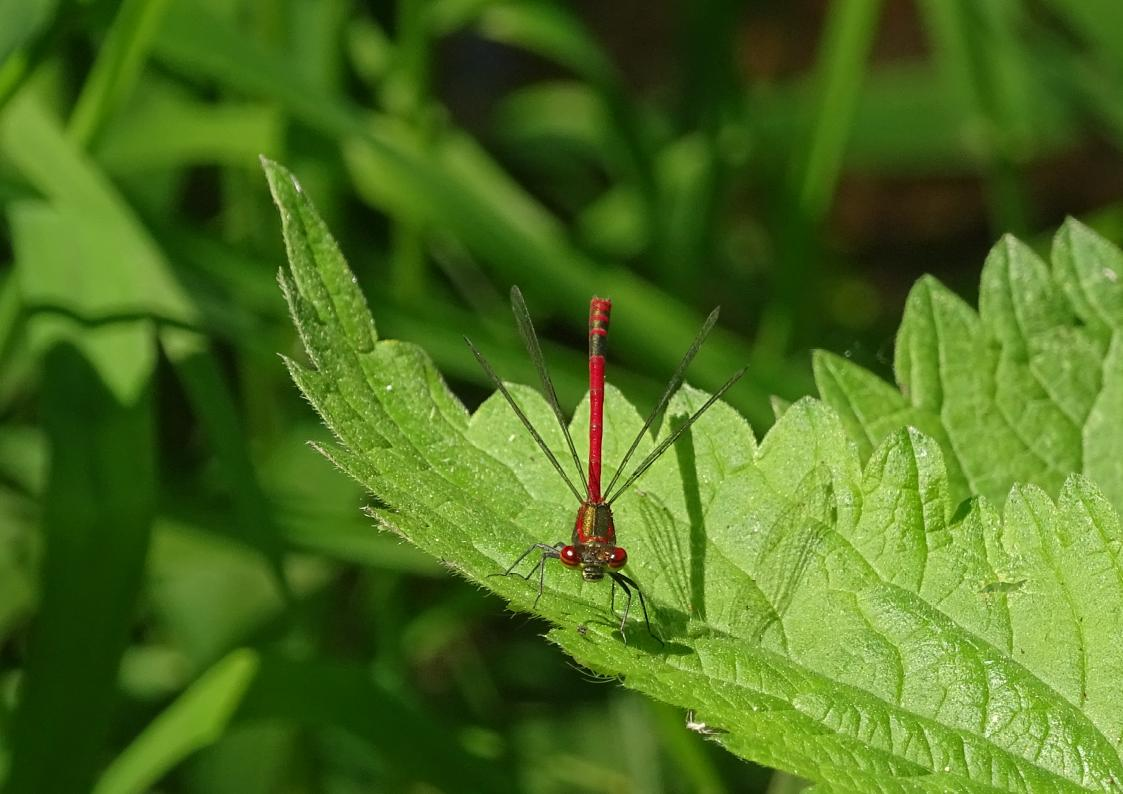
Nymphe au corps de feu mâle